# Mykola Bahlej
Mykola L'vovyič Bahlej (in ucraino Микола Львович Баглей?, in russo Николай Львович Баглей?, Nikolaj L'vovič Baglej; Kiev, 25 febbraio 1937 – Kiev, 3 marzo 1991) è stato un cestista sovietico.

## Carriera
Con l'Unione Sovietica ha disputato i Giochi olimpici di Tokyo 1964 e i Campionati europei del 1965.